# فید هر تو د شارکس
فید هر تو د شارکس (انگلیسی: Feed Her to the Sharks) یک گروه متال‌کور استرالیایی از ملبورن بود که در سال ۲۰۰۸ تشکیل و در سال ۲۰۱۹ منحل شد.